# Deutsche Lebensmittelchemietage
Die Deutschen Lebensmittelchemietage, bis 2022 „Lebensmittelchemikertag“, sind die Jahrestagung der Lebensmittelchemiker und Lebensmittelchemikerinnen in Deutschland. Er wird von der Lebensmittelchemische Gesellschaft (LChG), der größten Fachgruppe der Gesellschaft Deutscher Chemiker (GDCh), organisiert.
Der Erste Deutsche Lebensmittelchemikertag fand 1972 in Braunschweig statt. Ziel war es, die unterschiedlichen Arbeitsgruppen der LChG vorzustellen und damit eine bessere Öffentlichkeitsarbeit zu ermöglichen. Der Lebensmittelchemikertag wird seitdem jährlich abgehalten. Seit einigen Jahren steht zudem die engere Zusammenarbeit der Lebensmittelchemie und der Veterinärmedizin im Fokus.
Auf der Mitgliederversammlung des 50. Lebensmittelchemikertags am 20. September 2022 in Hamburg entschied die Mehrheit der Mitglieder die Veranstaltung ab der 51. Ausgabe 2023 in Bonn in „Lebensmittelchemietage“ umzubenennen. Hintergrund für den Vorschlag waren vor allem Diversität und interdisziplinäre Einbindung durch Setzung des Fokus auf das Fach Lebensmittelchemie statt auf die Berufsbezeichnung „Lebensmittelchemiker“.